# Ridha Hamza
Ridha Hamza, né le 12 février 1936, est un homme politique et haut fonctionnaire tunisien.
Il est ministre de la Protection sociale dans le gouvernement de Mohamed Mzali.

## Biographie
Après un passage à la tête de la Caisse nationale de retraite et de prévoyance sociale, Ridha Hamza devient ministre de la Protection sociale dans le gouvernement de Mohamed Mzali à la suite du remaniement ministériel du 23 octobre 1985,.